# بينتالوفون
بينتالوفون (Πεντάλοφον) هي مدينة في أيتوليا كي أكارنانيا في مقاطعة كينتريكي إلادا في اليونان.